# Palazzo Terralavoro

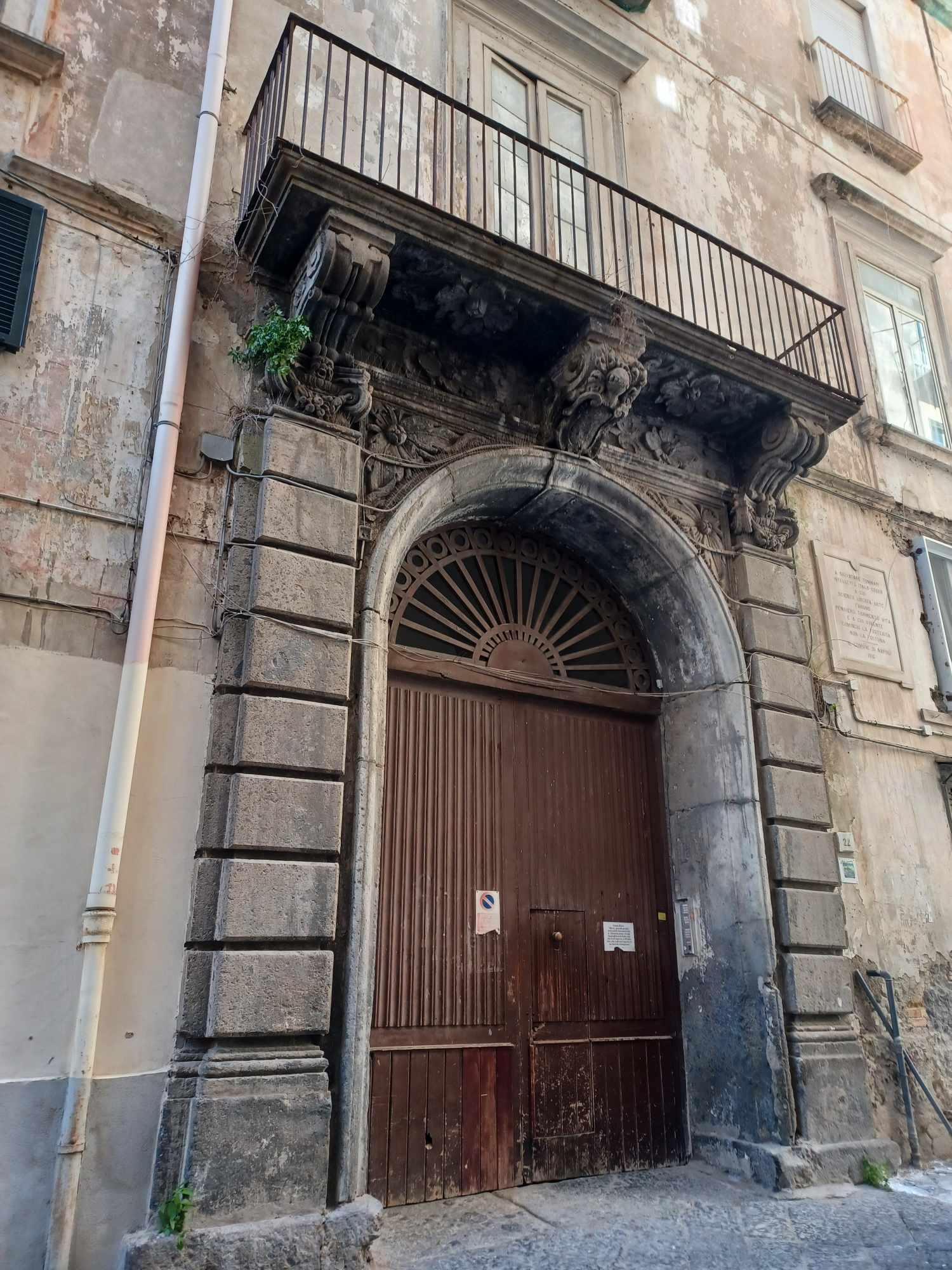
Palazzo Terralavoro in Neapel: Portal aus Piperno

Der Palazzo Terralavoro (früher: Palazzo Di Conforto) ist ein Palast aus dem 17. Jahrhundert im Viertel Avvocata in Neapel in der italienischen Region Kampanien. Er liegt in der Via Salvatore Tommasi, 22 (früher: Via San Potito).

## Geschichte
Den Palast errichtete in der ersten Hälfte des 17. Jahrhunderts der Architekt Giovan Giacomo di Conforto als Wohnhaus für sich selbst und seine Familie auf dem höchsten Punkt der Anhöhe San-Potito. Nach dem Tod des Architekten fiel der Palast an seine Erben. 1659 kaufte ihn Francesco Antonio Pepe und schließlich ging er in den Besitz von Giovan Basilio Guarino über. Im 18. Jahrhundert kaufte ihn Andrea Terralavoro und 1734 ließen ihn dessen Erben nach einem Projekt von Luca Vecchione umbauen.

## Beschreibung
An dem heutigen Palast sind nicht mehr viele architektonische Details des ursprünglichen Gebäudes erhalten. Tatsächlich gingen beim Umbau im 18. Jahrhundert die meisten früheren Verzierungen verloren. Das Portal aus Piperno ist das einzige erhaltene Bauelement des ursprünglichen Gebäudes. Es besteht aus einem Rundbogen mit einem Schlussstein, der das Familienwappen trägt. Das Ganze wird von Bossenwerk-Pilastern umschlossen, auf denen ionische Kapitelle sitzen und die die fein behauenen Konsolen des Balkons stützen.
Im Inneren sieht man deutlich die Eingriffe von Vecchione, der eine schöne, offene Treppe in einem quadratischen Treppenhaus realisierte. Die Pfeiler der Treppe verjüngen sich nach unten und zeigen gewundene Vorsprünge, der die Andeutung von Kapitellen unterstreicht. In den Innenräumen gibt es bildliche Dekorationen, die Crescenzio La Gamba 1752 schuf.